# 日森文尋
日森 文尋（ひもり ふみひろ、1948年12月3日 - 2022年6月9日）は、日本の政治家。
衆議院議員（2期）、与野市議会議員（4期）、与野市議会副議長、社会民主党国会対策委員長（第7代）、朝鮮の自主的平和統一を支持する日本委員会議長を務めた。

## 経歴
- 埼玉県立春日部高等学校、中央大学経済学部卒業。
- 1971年 - 与野市（現さいたま市）職員として勤務。
- 1979年 - 日本社会主義青年同盟埼玉地本委員長[2]。
- 1983年 - 与野市議会議員当選、連続4期。
- 1998年 - 第18回参議院議員通常選挙に埼玉県選挙区から社民党公認で出馬したが、落選。
- 2000年 - 第42回衆議院議員総選挙に埼玉13区から社民党公認で立候補し落選するも、比例北関東ブロックで初当選。
- 2003年 - 第43回衆議院議員総選挙で落選。
- 2004年 - 第20回参議院議員通常選挙で落選。
- 2005年 - 第44回衆議院議員総選挙で比例北関東ブロックに単独立候補し、返り咲き当選。
- 2007年12月 - 社民党党大会において党国会対策委員長（ - 09.8）に就任。
- 2009年 - 第45回衆議院議員総選挙で落選。
- 2010年 - 第22回参議院議員通常選挙に埼玉県選挙区で落選し、政界引退。
- 2017年 - 政治団体「池田まさよと歩む会」代表者[3]。
- 2017年 - 北朝鮮を訪問し、朝鮮民主主義人民共和国親善勲章（第1級）を授与される[4]。
- 2022年6月9日、肝臓がんのため、さいたま市内の病院で死去[5][6]。73歳没。

## 政治的主張
- 2003年、静岡空港建設反対の国会議員署名活動で署名者に加わっている[7]。
- 2007年11月14日の外国人参政権決起会に参加し「地方参政権を今直ちに認めることは当然。欧州、特に北欧を見てご覧なさい。日本も国際化言うなら直ちに実現しなければならない。互恵主義ではないからだめとの議論が今までありました。しかし、もう何度も言われているように２年前、韓国で19歳以上の外国人に地方選政権を与えています。だったら互恵主義に立ち、直ちに皆様方に地方参政権を与えるのは当たり前です。世論調査の結果を見ても、国民の半数以上が与えるべきだと言って、最高裁もそういう判決を出しました。地方議会も圧倒的にそうすべきだとしています。客観的条件は、もう皆様方に直ちに地方参政権を与えなさいと言っています。問題は政治の決断です。ぐずぐずしているこの政治を、後ろから蹴飛ばして、直ちに地方参政権を付与しましょう。そういう流れを作るために、共に頑張りましょうと」宣言した[8]。
- 選択的夫婦別姓制度に賛成[9][10]。
- 2017年8月に訪朝した際、当地の国会議事堂で金正恩をたたえる演説を行った。その内容は「朝鮮人民は、金正恩委員長の卓越した指導によって一心団結し、核武力建設を発展させ、米国を対話の舞台に引きずり出す決定的な力を保持されたことに敬意を表します。また、ICBM『火星14型』の試射を成功させたことは、この力を益々確固たるものにしました……」というものである[4]。
- 「北海道上空を越えた北朝鮮のミサイルの脅威をどう考えていますか？」との週刊現代の取材に対し、「朝鮮は日本を攻撃するとは言っていない。そもそも朝鮮は、過去2000年の歴史で、小石一つ日本へ投げたことはない。日本は何度も侵略したにもかかわらずだ」と述べている[11]。

## エピソード
- 2000年の衆議院議員選挙の際、惜敗率で群馬5区の山口鶴男と争って議席を得たが、日森は選挙区で5人中3位、山口は16万票取った小渕優子についで2位だった。
- 2005年の第44回衆議院議員総選挙で社民党で北関東ブロックの比例名簿4位で立候補。北関東ブロックにおける社民党の比例獲得議席は1人だったが、上位候補3人の土屋富久、山口睦子、猿田玲が重複立候補において供託金没収点（有効投票総数の10%）を下回り復活当選できず、日森が名簿順位が繰り上がり当選した。